# Copa Sudamericana 2008
Navigation
Édition précédente Édition suivante
La Copa Sudamericana 2008 est la 7e édition de la Copa Sudamericana. Cette compétition internationale de football regroupe des clubs d'Amérique du Sud, ainsi que quatre formations de la CONCACAF, invitées par la confédération sud-américaine. Cette édition est la seule à compter la participation d'un club du Honduras, le Club Deportivo Motagua. Le vainqueur rencontre le club sacré en Copa Libertadores 2008 lors de la Recopa Sudamericana et le vainqueur de la Coupe de la Ligue japonaise lors de la Coupe Suruga Bank.
La compétition se déroule en deux phases. Une phase préliminaire permet de désigner, par pays ou par groupe de pays, les équipes qui participeront à la phase finale. Certaines équipes sont directement qualifiées pour la phase finale sans participer à ces tours préliminaires. Pour la phase finale, les équipes qualifiées s'affrontent dans un schéma classique de tours éliminatoires avec matchs aller et retour des huitièmes de finale jusqu'à la finale.
C'est le club brésilien du Sport Club Internacional qui remporte la compétition après avoir disposé des Argentins d'Estudiantes de La Plata en finale. Les deux finalistes sont des habitués du haut niveau international (trois Copa Libertadores pour Estudiantes, une pour l'Internacional). L'Internacional devient en revanche la première formation brésilienne à être sacrée en Copa Sudamericana et ses deux attaquants terminent meilleurs buteurs de la compétition avec cinq réalisations : Alex Meschini et Nilmar.

## Participants
34 clubs de 12 pays différents - Argentine, Bolivie, Brésil, Chili, Colombie, Équateur, Honduras, Mexique, Paraguay, Pérou, Uruguay, Venezuela - participent à la Copa Sudamericana 2008. Le Mexique et le Honduras, qui font partie de la confédération nord-américaine de football, sont invités à prendre part à la compétition alors que les dix autres pays participent de droit à l'épreuve en tant que membres de la CONMEBOL. L'équipe argentine d'Arsenal de Sarandi est qualifiée d'office en tant que tenant du titre. Les fédérations argentine et brésilienne envoient respectivement six (plus Arsenal de Sarandi) et huit représentants alors que les fédérations de football des autres pays envoient chacune deux équipes.
| Huitièmes de finale | Huitièmes de finale | Huitièmes de finale | Huitièmes de finale | Huitièmes de finale | Huitièmes de finale | Huitièmes de finale | Huitièmes de finale | Huitièmes de finale | Huitièmes de finale | Huitièmes de finale | Huitièmes de finale | Huitièmes de finale | Huitièmes de finale | Huitièmes de finale | Huitièmes de finale |
| --- | --- | --- | --- | --- | --- | --- | --- | --- | --- | --- | --- | --- | --- | --- | --- |
| - CA Boca Juniors - 1er du classement cumulé 2007-2008 | - CA Boca Juniors - 1er du classement cumulé 2007-2008 | - CA Boca Juniors - 1er du classement cumulé 2007-2008 | - CA Boca Juniors - 1er du classement cumulé 2007-2008 | - CA Boca Juniors - 1er du classement cumulé 2007-2008 | - CA Boca Juniors - 1er du classement cumulé 2007-2008 | - CA Boca Juniors - 1er du classement cumulé 2007-2008 | - CA Boca Juniors - 1er du classement cumulé 2007-2008 | - CA River Plate - 3e du classement cumulé 2007-2008 | - CA River Plate - 3e du classement cumulé 2007-2008 | - CA River Plate - 3e du classement cumulé 2007-2008 | - CA River Plate - 3e du classement cumulé 2007-2008 | - CA River Plate - 3e du classement cumulé 2007-2008 | - CA River Plate - 3e du classement cumulé 2007-2008 | - CA River Plate - 3e du classement cumulé 2007-2008 | - CA River Plate - 3e du classement cumulé 2007-2008 |
| Second tour | | | | | | | | | | | | | | | |
| - Arsenal de Sarandi - Tenant du titre - Estudiantes de La Plata - 2e du classement cumulé 2007-2008 - CA San Lorenzo - 4e du classement cumulé 2007-2008 - Argentinos Juniors - 5e du classement cumulé 2007-2008 - CA Independiente - 6e du classement cumulé 2007-2008 - São Paulo FC - Champion du Brésil 2007 - Grêmio Porto Alegre - 6e du Championnat du Brésil 2007 - SE Palmeiras - 7e du Championnat du Brésil 2007 - Clube Atlético Mineiro - 8e du Championnat du Brésil 2007 - Botafogo FR - 9e du Championnat du Brésil 2007 - CR Vasco da Gama - 10e du Championnat du Brésil 2007 - Sport Club Internacional - 11e du Championnat du Brésil 2007 - Clube Atlético Paranaense - 12e du Championnat du Brésil 2007 | - Arsenal de Sarandi - Tenant du titre - Estudiantes de La Plata - 2e du classement cumulé 2007-2008 - CA San Lorenzo - 4e du classement cumulé 2007-2008 - Argentinos Juniors - 5e du classement cumulé 2007-2008 - CA Independiente - 6e du classement cumulé 2007-2008 - São Paulo FC - Champion du Brésil 2007 - Grêmio Porto Alegre - 6e du Championnat du Brésil 2007 - SE Palmeiras - 7e du Championnat du Brésil 2007 - Clube Atlético Mineiro - 8e du Championnat du Brésil 2007 - Botafogo FR - 9e du Championnat du Brésil 2007 - CR Vasco da Gama - 10e du Championnat du Brésil 2007 - Sport Club Internacional - 11e du Championnat du Brésil 2007 - Clube Atlético Paranaense - 12e du Championnat du Brésil 2007 | - Arsenal de Sarandi - Tenant du titre - Estudiantes de La Plata - 2e du classement cumulé 2007-2008 - CA San Lorenzo - 4e du classement cumulé 2007-2008 - Argentinos Juniors - 5e du classement cumulé 2007-2008 - CA Independiente - 6e du classement cumulé 2007-2008 - São Paulo FC - Champion du Brésil 2007 - Grêmio Porto Alegre - 6e du Championnat du Brésil 2007 - SE Palmeiras - 7e du Championnat du Brésil 2007 - Clube Atlético Mineiro - 8e du Championnat du Brésil 2007 - Botafogo FR - 9e du Championnat du Brésil 2007 - CR Vasco da Gama - 10e du Championnat du Brésil 2007 - Sport Club Internacional - 11e du Championnat du Brésil 2007 - Clube Atlético Paranaense - 12e du Championnat du Brésil 2007 | - Arsenal de Sarandi - Tenant du titre - Estudiantes de La Plata - 2e du classement cumulé 2007-2008 - CA San Lorenzo - 4e du classement cumulé 2007-2008 - Argentinos Juniors - 5e du classement cumulé 2007-2008 - CA Independiente - 6e du classement cumulé 2007-2008 - São Paulo FC - Champion du Brésil 2007 - Grêmio Porto Alegre - 6e du Championnat du Brésil 2007 - SE Palmeiras - 7e du Championnat du Brésil 2007 - Clube Atlético Mineiro - 8e du Championnat du Brésil 2007 - Botafogo FR - 9e du Championnat du Brésil 2007 - CR Vasco da Gama - 10e du Championnat du Brésil 2007 - Sport Club Internacional - 11e du Championnat du Brésil 2007 - Clube Atlético Paranaense - 12e du Championnat du Brésil 2007 | - Arsenal de Sarandi - Tenant du titre - Estudiantes de La Plata - 2e du classement cumulé 2007-2008 - CA San Lorenzo - 4e du classement cumulé 2007-2008 - Argentinos Juniors - 5e du classement cumulé 2007-2008 - CA Independiente - 6e du classement cumulé 2007-2008 - São Paulo FC - Champion du Brésil 2007 - Grêmio Porto Alegre - 6e du Championnat du Brésil 2007 - SE Palmeiras - 7e du Championnat du Brésil 2007 - Clube Atlético Mineiro - 8e du Championnat du Brésil 2007 - Botafogo FR - 9e du Championnat du Brésil 2007 - CR Vasco da Gama - 10e du Championnat du Brésil 2007 - Sport Club Internacional - 11e du Championnat du Brésil 2007 - Clube Atlético Paranaense - 12e du Championnat du Brésil 2007 | - Arsenal de Sarandi - Tenant du titre - Estudiantes de La Plata - 2e du classement cumulé 2007-2008 - CA San Lorenzo - 4e du classement cumulé 2007-2008 - Argentinos Juniors - 5e du classement cumulé 2007-2008 - CA Independiente - 6e du classement cumulé 2007-2008 - São Paulo FC - Champion du Brésil 2007 - Grêmio Porto Alegre - 6e du Championnat du Brésil 2007 - SE Palmeiras - 7e du Championnat du Brésil 2007 - Clube Atlético Mineiro - 8e du Championnat du Brésil 2007 - Botafogo FR - 9e du Championnat du Brésil 2007 - CR Vasco da Gama - 10e du Championnat du Brésil 2007 - Sport Club Internacional - 11e du Championnat du Brésil 2007 - Clube Atlético Paranaense - 12e du Championnat du Brésil 2007 | - Arsenal de Sarandi - Tenant du titre - Estudiantes de La Plata - 2e du classement cumulé 2007-2008 - CA San Lorenzo - 4e du classement cumulé 2007-2008 - Argentinos Juniors - 5e du classement cumulé 2007-2008 - CA Independiente - 6e du classement cumulé 2007-2008 - São Paulo FC - Champion du Brésil 2007 - Grêmio Porto Alegre - 6e du Championnat du Brésil 2007 - SE Palmeiras - 7e du Championnat du Brésil 2007 - Clube Atlético Mineiro - 8e du Championnat du Brésil 2007 - Botafogo FR - 9e du Championnat du Brésil 2007 - CR Vasco da Gama - 10e du Championnat du Brésil 2007 - Sport Club Internacional - 11e du Championnat du Brésil 2007 - Clube Atlético Paranaense - 12e du Championnat du Brésil 2007 | - Arsenal de Sarandi - Tenant du titre - Estudiantes de La Plata - 2e du classement cumulé 2007-2008 - CA San Lorenzo - 4e du classement cumulé 2007-2008 - Argentinos Juniors - 5e du classement cumulé 2007-2008 - CA Independiente - 6e du classement cumulé 2007-2008 - São Paulo FC - Champion du Brésil 2007 - Grêmio Porto Alegre - 6e du Championnat du Brésil 2007 - SE Palmeiras - 7e du Championnat du Brésil 2007 - Clube Atlético Mineiro - 8e du Championnat du Brésil 2007 - Botafogo FR - 9e du Championnat du Brésil 2007 - CR Vasco da Gama - 10e du Championnat du Brésil 2007 - Sport Club Internacional - 11e du Championnat du Brésil 2007 - Clube Atlético Paranaense - 12e du Championnat du Brésil 2007 | - Club Bolívar - Perdant du play-off pour la Copa Libertadores 2008 - Deportivo Ñublense - 1er de la première phase du Tournoi d'ouverture 2008 - Asociación Deportivo Cali - 4e du tournoi de clôture de Colombie 2007 - LDU Quito - Vainqueur du tournoi de Clôture 2007 - Club Libertad - Champion du Paraguay 2007 - Sport Áncash - 3e du classement cumulé 2007 - Defensor Sporting - Champion d'Uruguay 2007-2008 - Aragua FC - Vainqueur de la coupe du Venezuela 2007 Équipes de la CONCACAF : - Club Deportivo Motagua - Invité - Chivas de Guadalajara - Vainqueur du tournoi de Clôture 2008 - San Luis FC - 4e du tournoi de Clôture 2008 | - Club Bolívar - Perdant du play-off pour la Copa Libertadores 2008 - Deportivo Ñublense - 1er de la première phase du Tournoi d'ouverture 2008 - Asociación Deportivo Cali - 4e du tournoi de clôture de Colombie 2007 - LDU Quito - Vainqueur du tournoi de Clôture 2007 - Club Libertad - Champion du Paraguay 2007 - Sport Áncash - 3e du classement cumulé 2007 - Defensor Sporting - Champion d'Uruguay 2007-2008 - Aragua FC - Vainqueur de la coupe du Venezuela 2007 Équipes de la CONCACAF : - Club Deportivo Motagua - Invité - Chivas de Guadalajara - Vainqueur du tournoi de Clôture 2008 - San Luis FC - 4e du tournoi de Clôture 2008 | - Club Bolívar - Perdant du play-off pour la Copa Libertadores 2008 - Deportivo Ñublense - 1er de la première phase du Tournoi d'ouverture 2008 - Asociación Deportivo Cali - 4e du tournoi de clôture de Colombie 2007 - LDU Quito - Vainqueur du tournoi de Clôture 2007 - Club Libertad - Champion du Paraguay 2007 - Sport Áncash - 3e du classement cumulé 2007 - Defensor Sporting - Champion d'Uruguay 2007-2008 - Aragua FC - Vainqueur de la coupe du Venezuela 2007 Équipes de la CONCACAF : - Club Deportivo Motagua - Invité - Chivas de Guadalajara - Vainqueur du tournoi de Clôture 2008 - San Luis FC - 4e du tournoi de Clôture 2008 | - Club Bolívar - Perdant du play-off pour la Copa Libertadores 2008 - Deportivo Ñublense - 1er de la première phase du Tournoi d'ouverture 2008 - Asociación Deportivo Cali - 4e du tournoi de clôture de Colombie 2007 - LDU Quito - Vainqueur du tournoi de Clôture 2007 - Club Libertad - Champion du Paraguay 2007 - Sport Áncash - 3e du classement cumulé 2007 - Defensor Sporting - Champion d'Uruguay 2007-2008 - Aragua FC - Vainqueur de la coupe du Venezuela 2007 Équipes de la CONCACAF : - Club Deportivo Motagua - Invité - Chivas de Guadalajara - Vainqueur du tournoi de Clôture 2008 - San Luis FC - 4e du tournoi de Clôture 2008 | - Club Bolívar - Perdant du play-off pour la Copa Libertadores 2008 - Deportivo Ñublense - 1er de la première phase du Tournoi d'ouverture 2008 - Asociación Deportivo Cali - 4e du tournoi de clôture de Colombie 2007 - LDU Quito - Vainqueur du tournoi de Clôture 2007 - Club Libertad - Champion du Paraguay 2007 - Sport Áncash - 3e du classement cumulé 2007 - Defensor Sporting - Champion d'Uruguay 2007-2008 - Aragua FC - Vainqueur de la coupe du Venezuela 2007 Équipes de la CONCACAF : - Club Deportivo Motagua - Invité - Chivas de Guadalajara - Vainqueur du tournoi de Clôture 2008 - San Luis FC - 4e du tournoi de Clôture 2008 | - Club Bolívar - Perdant du play-off pour la Copa Libertadores 2008 - Deportivo Ñublense - 1er de la première phase du Tournoi d'ouverture 2008 - Asociación Deportivo Cali - 4e du tournoi de clôture de Colombie 2007 - LDU Quito - Vainqueur du tournoi de Clôture 2007 - Club Libertad - Champion du Paraguay 2007 - Sport Áncash - 3e du classement cumulé 2007 - Defensor Sporting - Champion d'Uruguay 2007-2008 - Aragua FC - Vainqueur de la coupe du Venezuela 2007 Équipes de la CONCACAF : - Club Deportivo Motagua - Invité - Chivas de Guadalajara - Vainqueur du tournoi de Clôture 2008 - San Luis FC - 4e du tournoi de Clôture 2008 | - Club Bolívar - Perdant du play-off pour la Copa Libertadores 2008 - Deportivo Ñublense - 1er de la première phase du Tournoi d'ouverture 2008 - Asociación Deportivo Cali - 4e du tournoi de clôture de Colombie 2007 - LDU Quito - Vainqueur du tournoi de Clôture 2007 - Club Libertad - Champion du Paraguay 2007 - Sport Áncash - 3e du classement cumulé 2007 - Defensor Sporting - Champion d'Uruguay 2007-2008 - Aragua FC - Vainqueur de la coupe du Venezuela 2007 Équipes de la CONCACAF : - Club Deportivo Motagua - Invité - Chivas de Guadalajara - Vainqueur du tournoi de Clôture 2008 - San Luis FC - 4e du tournoi de Clôture 2008 | - Club Bolívar - Perdant du play-off pour la Copa Libertadores 2008 - Deportivo Ñublense - 1er de la première phase du Tournoi d'ouverture 2008 - Asociación Deportivo Cali - 4e du tournoi de clôture de Colombie 2007 - LDU Quito - Vainqueur du tournoi de Clôture 2007 - Club Libertad - Champion du Paraguay 2007 - Sport Áncash - 3e du classement cumulé 2007 - Defensor Sporting - Champion d'Uruguay 2007-2008 - Aragua FC - Vainqueur de la coupe du Venezuela 2007 Équipes de la CONCACAF : - Club Deportivo Motagua - Invité - Chivas de Guadalajara - Vainqueur du tournoi de Clôture 2008 - San Luis FC - 4e du tournoi de Clôture 2008 |
| Premier tour | | | | | | | | | | | | | | | |
| - CSCD Blooming - 3e du Tournoi Clôture 2007 - Universidad Católica - 2e de la première phase du Tournoi d'ouverture 2008 - América Cali - 5e du tournoi de clôture de Colombie 2007 - Deportivo Quito - Vainqueur du tournoi Ouverture 2008 | - CSCD Blooming - 3e du Tournoi Clôture 2007 - Universidad Católica - 2e de la première phase du Tournoi d'ouverture 2008 - América Cali - 5e du tournoi de clôture de Colombie 2007 - Deportivo Quito - Vainqueur du tournoi Ouverture 2008 | - CSCD Blooming - 3e du Tournoi Clôture 2007 - Universidad Católica - 2e de la première phase du Tournoi d'ouverture 2008 - América Cali - 5e du tournoi de clôture de Colombie 2007 - Deportivo Quito - Vainqueur du tournoi Ouverture 2008 | - CSCD Blooming - 3e du Tournoi Clôture 2007 - Universidad Católica - 2e de la première phase du Tournoi d'ouverture 2008 - América Cali - 5e du tournoi de clôture de Colombie 2007 - Deportivo Quito - Vainqueur du tournoi Ouverture 2008 | - CSCD Blooming - 3e du Tournoi Clôture 2007 - Universidad Católica - 2e de la première phase du Tournoi d'ouverture 2008 - América Cali - 5e du tournoi de clôture de Colombie 2007 - Deportivo Quito - Vainqueur du tournoi Ouverture 2008 | - CSCD Blooming - 3e du Tournoi Clôture 2007 - Universidad Católica - 2e de la première phase du Tournoi d'ouverture 2008 - América Cali - 5e du tournoi de clôture de Colombie 2007 - Deportivo Quito - Vainqueur du tournoi Ouverture 2008 | - CSCD Blooming - 3e du Tournoi Clôture 2007 - Universidad Católica - 2e de la première phase du Tournoi d'ouverture 2008 - América Cali - 5e du tournoi de clôture de Colombie 2007 - Deportivo Quito - Vainqueur du tournoi Ouverture 2008 | - CSCD Blooming - 3e du Tournoi Clôture 2007 - Universidad Católica - 2e de la première phase du Tournoi d'ouverture 2008 - América Cali - 5e du tournoi de clôture de Colombie 2007 - Deportivo Quito - Vainqueur du tournoi Ouverture 2008 | - Club Olimpia - 3e du classement cumulé 2007 - Club Universitario de Deportes - 4e du classement cumulé 2007 - River Plate Montevideo - 4e de la Liguilla 2007-2008 - Atlético Maracaibo - 4e du classement cumulé 2007-2008 | - Club Olimpia - 3e du classement cumulé 2007 - Club Universitario de Deportes - 4e du classement cumulé 2007 - River Plate Montevideo - 4e de la Liguilla 2007-2008 - Atlético Maracaibo - 4e du classement cumulé 2007-2008 | - Club Olimpia - 3e du classement cumulé 2007 - Club Universitario de Deportes - 4e du classement cumulé 2007 - River Plate Montevideo - 4e de la Liguilla 2007-2008 - Atlético Maracaibo - 4e du classement cumulé 2007-2008 | - Club Olimpia - 3e du classement cumulé 2007 - Club Universitario de Deportes - 4e du classement cumulé 2007 - River Plate Montevideo - 4e de la Liguilla 2007-2008 - Atlético Maracaibo - 4e du classement cumulé 2007-2008 | - Club Olimpia - 3e du classement cumulé 2007 - Club Universitario de Deportes - 4e du classement cumulé 2007 - River Plate Montevideo - 4e de la Liguilla 2007-2008 - Atlético Maracaibo - 4e du classement cumulé 2007-2008 | - Club Olimpia - 3e du classement cumulé 2007 - Club Universitario de Deportes - 4e du classement cumulé 2007 - River Plate Montevideo - 4e de la Liguilla 2007-2008 - Atlético Maracaibo - 4e du classement cumulé 2007-2008 | - Club Olimpia - 3e du classement cumulé 2007 - Club Universitario de Deportes - 4e du classement cumulé 2007 - River Plate Montevideo - 4e de la Liguilla 2007-2008 - Atlético Maracaibo - 4e du classement cumulé 2007-2008 | - Club Olimpia - 3e du classement cumulé 2007 - Club Universitario de Deportes - 4e du classement cumulé 2007 - River Plate Montevideo - 4e de la Liguilla 2007-2008 - Atlético Maracaibo - 4e du classement cumulé 2007-2008 |

## Tour préliminaire

### Premier tour
La compétition débute par un premier tour, auquel participe une équipe de chaque pays sud-américain à l'exception de l'Argentine et du Brésil. Les vainqueurs des quatre rencontres se qualifient pour le second tour. La première équipe nommée joue le match aller à domicile et le deuxième à l'extérieur. Le tour préliminaire se dispute entre le 29 juillet et le 21 août 2008.
| Équipe 1                  | Résultat | Équipe 2             | Aller | Retour |
| ------------------------- | -------- | -------------------- | ----- | ------ |
| River Plate Montevideo    | 2 - 4    | Universidad Católica | 2 - 0 | 0 - 4  |
| Atlético Maracaibo        | 2 - 4    | América Cali         | 0 - 0 | 2 - 4  |
| Universitario de Deportes | 1 - 2    | Deportivo Quito      | 0 - 0 | 1 - 2  |
| Club Olimpia              | 4 - 3    | Blooming Santa Cruz  | 4 - 2 | 0 - 1  |

### Second tour
Lors du second tour, 28 équipes se rencontrent en matchs aller-retour. Les clubs argentins du CA Boca Juniors et de River Plate sont exempts. Les clubs brésiliens et quatre des cinq clubs argentins doivent obligatoirement s'affronter entre eux.
| Équipe 1                 | Résultat      | Équipe 2                | Aller | Retour |
| ------------------------ | ------------- | ----------------------- | ----- | ------ |
| Defensor Sporting        | 5 - 4         | Club Libertad           | 2 - 1 | 3 - 3  |
| LDU Quito                | 5 - 4         | Bolívar La Paz          | 4 - 2 | 1 - 2  |
| América Cali             | 2 - 1         | Deportivo Cali          | 2 - 0 | 0 - 1  |
| Ñublense                 | 1 - 4         | Sport Áncash            | 1 - 0 | 0 - 4  |
| Universidad Católica     | 6 - 2         | Club Olimpia            | 4 - 0 | 2 - 2  |
| Aragua FC                | 2 - 3         | Chivas de Guadalajara   | 1 - 2 | 1 - 1  |
| Club San Luis            | 5 - 4         | Deportivo Quito         | 3 - 1 | 2 - 3  |
| Arsenal de Sarandi       | 6 - 1         | Deportivo Motagua       | 4 - 0 | 2 - 1  |
| CA Independiente         | 3 - 3 3-5 tab | Estudiantes de La Plata | 2 - 1 | 1 - 2  |
| Argentinos Juniors       | 2 - 0         | CA San Lorenzo          | 0 - 0 | 2 - 0  |
| Atlético Paranaense      | 0 - 0 4-3 tab | São Paulo FC            | 0 - 0 | 0 - 0  |
| Sport Club Internacional | 3e - 3        | Grêmio Porto Alegre     | 1 - 1 | 2 - 2  |
| CR Vasco da Gama         | 3 - 4         | SE Palmeiras            | 3 - 1 | 0 - 3  |
| Botafogo FR              | 8 - 3         | Atlético Mineiro        | 3 - 1 | 5 - 2  |

## Phase finale
Les quatorze vainqueurs de la phase préliminaire et les deux clubs exempts de cette phase (CA Boca Juniors et River Plate Buenos Aires) se rencontrent en matchs aller-retour à élimination directe.

### Huitièmes de finale
| Équipe 1                | Résultat | Équipe 2                 | Aller | Retour |
| ----------------------- | -------- | ------------------------ | ----- | ------ |
| Sport Áncash            | 0 - 1    | SE Palmeiras             | 0 - 0 | 0 - 1  |
| Club San Luis           | 2 - 3    | Argentinos Juniors       | 2 - 1 | 0 - 2  |
| Estudiantes de La Plata | 2 - 1    | Arsenal de SarandiT      | 2 - 1 | 0 - 0  |
| América Cali            | 2 - 3    | Botafogo FR              | 1 - 0 | 1 - 3  |
| Defensor Sporting Club  | 2 - 4    | CA River Plate           | 1 - 2 | 1 - 2  |
| Chivas de Guadalajara   | 6 - 5    | Atlético Paranaense      | 2 - 2 | 4 - 3  |
| Universidad Católica    | 1 - 1e   | Sport Club Internacional | 1 - 1 | 0 - 0  |
| Boca Juniors            | 5 - 1    | LDU Quito                | 4 - 0 | 1 - 1  |

### Quarts de finale
| Équipe 1                 | Résultat | Équipe 2              | Aller | Retour |
| ------------------------ | -------- | --------------------- | ----- | ------ |
| SE Palmeiras             | 0 - 3    | Argentinos Juniors    | 0 - 1 | 0 - 2  |
| Estudiantes de La Plata  | 4 - 2    | Botafogo FR           | 2 - 0 | 2 - 2  |
| CA River Plate           | 3 - 4    | Chivas de Guadalajara | 1 - 2 | 2 - 2  |
| Sport Club Internacional | 4 - 1    | Boca Juniors          | 2 - 0 | 2 - 1  |

### Demi-finales
| Équipe 1              | Résultat | Équipe 2                 | Aller | Retour |
| --------------------- | -------- | ------------------------ | ----- | ------ |
| Argentinos Juniors    | 1 - 2    | Estudiantes de La Plata  | 1 - 1 | 0 - 1  |
| Chivas de Guadalajara | 0 - 6    | Sport Club Internacional | 0 - 2 | 0 - 4  |

### Finale
| Finale aller           | Estudiantes de La Plata | 0 - 1 | Sport Club Internacional | Stade Ciudad de La Plata, La Plata |                             |
| 26 novembre 2008 22:00 |                         |       | 34e (pen.) Alex          | Arbitrage : Carlos Amarilla        | Arbitrage : Carlos Amarilla |

| Finale retour         | Sport Club Internacional | 1 - 1 ap | Estudiantes de La Plata | Stade José-Pinheiro-Borda, Porto Alegre          |                                                  |
| 3 décembre 2008 22:00 | Nilmar 116e              |          | 65e Alayes              | Spectateurs : 51 803 Arbitrage : Jorge Larrionda | Spectateurs : 51 803 Arbitrage : Jorge Larrionda |

| Vainqueur de la Copa Sudamericana 2008 |
| -------------------------------------- |
| Drapeau du Brésil                      |
| Sport Club Internacional Premier titre |